# Trakhios
Trakhios je jeden ze čtyř mladších kyklópů, kteří se objevují hlavně u řeckého básníka Nonna v jeho epické legendě zvané Dionysiaca. V řečtině je jeho název Tραχιoς, ve významu divoký (trakhus).

## Konstrukce kyklópského opevnění
Podle pověstí se Kyklópové podíleli na výstavbě některých starořeckých měst. Město Tíryns obehnali hradbami z obrovských balvanů. Byli k tomu povoláni jeho zakladatelem Proitem z Malé Asie. Stavbu provádělo sedm Kyklópů, kteří byli nazýváni Gasterokheirai (gaster = žaludek, kheirai = ruce), protože své jídlo získávali pomocí práce rukou. A zřejmě i jeskyně poblíž města Nauplia (v Argolidě) a práce v nich byly pojmenovány po nich. Dalšími údajnými pracemi kyklópů byly městské zdi v Mykénách včetně brány se lvy a také hlava Medúzy ve svatyni Kephisos.

## Trakhios v Nonnově Dionysiace
Kyklópové se podle Nonna účastnili Dionýsiovy vojenské výpravy proti indickému národu. Spolu s Trakhiem jsou jako účastníci války ze strany kyklópů jmenováni Brontés, Steropés, Euryalos, Argés, Elatreus a Halimedes. Házením skal se jim dařilo drtit indické vojsko a málem se jim podařilo i zabít indického krále, kterého v poslední chvíli zachránil říční bůh Hydaspes, jeho otec.